# بگونیا گومز
ماریا بگونیا گومز فرناندز (انگلیسی: María Begoña Gómez Fernández؛ زادهٔ ۱۹۷۵) کارشناس بازاریابی اهل اسپانیا و همسر پدرو سانچز پرز کاستخون نخست‌وزیر اسپانیا است.